# Love Letters (album)
| Recensione | Giudizio |
| ---------- | -------- |
| AllMusic   |          |

Love Letters è il quarto album discografico in studio del gruppo musicale inglese di musica elettronica dei Metronomy, pubblicato nel 2014. Il videoclip del singolo "Love Letters" estratto dall'album è stato girato sotto la regia di Michel Gondry.

## Tracce
Testi e musiche di Joseph Mount.
1. The Upsetter – 4:17
2. I'm Aquarius – 4:01
3. Monstrous – 3:53
4. Love Letters – 5:15
5. Month of Sundays – 3:36
6. Boy Racers – 4:18
7. Call Me – 3:51
8. The Most Immaculate Haircut – 4:30
9. Reservoir – 3:14
10. Never Wanted – 4:36

## Formazione
- Joseph Mount - voce, chitarra, batteria, basso
- Oscar Cash - piano, tastiere
- Gbenga Adelekan - basso
- Anna Prior - batteria
- Michael Lovett - tastiere
- Airelle Besson, Daniel Zimmerman, Thomas Depourquery - corni
- HowAboutBeth, Jaelee Small, Kenzie May Bryant - cori

## Classifiche
| Classifica (2014) | Posizione raggiunta |
| ----------------- | ------------------- |
| Regno Unito       | 7                   |
| Francia           | 7                   |